# Medaille für hervorragende Leistungen in der metallverarbeitenden Industrie der Deutschen Demokratischen Republik
Die Medaille für hervorragende Leistungen in der metallverarbeitenden Industrie der Deutschen Demokratischen Republik war eine staatliche Auszeichnung  der Deutschen Demokratischen Republik (DDR), welche in Form einer tragbaren Medaille verliehen wurde.

## Geschichte
Gestiftet wurde die Medaille am 30. Januar 1975 in einer Stufe. Ihre Verleihung erfolgte für hervorragende Leistungen und langjährige verdienstvolle Tätigkeit in der Metallindustrie. Allerdings war die Höchstverleihungszahl auf 210 Träger jährlich begrenzt. Die Medaille konnte auch nur einmal an ein und dieselbe Person verliehen werden.

## Aussehen und Tragweise
Die vergoldete Medaille mit einem Durchmesser von 30 mm zeigte auf ihrem Avers einen VEB mit rauchendem Schlot, davor einen Hochspannungsmast sowie ein Zahnrad. Diese Symbole sind zu dreiviertel umschlossen von der Umschrift: FÜR HERVORRAGENDE LEISTUNGEN. Das Revers der Medaille zeigt dagegen oben das kleine Staatswappen der DDR und die darunter liegende dreizeilige Aufschrift: IN DER METALL- / VERARBEITENDEN / INDUSTRIE. Getragen wurde die Medaille an der linken oberen Brustseite an einer 25 × 12,5 mm breiten blaugrauen Spange, in welcher senkrecht ein 2,5 mm breiter blauer Mittelstreifen eingewebt war.